# قانون بروگمان
قانون بروگمان، که به نام کارل بروگمان نامگذاری شده، یک قانون آوایی است که بیان می‌کند که در زبان‌های هندوایرانی، o* قدیمی‌تر نیاهندواروپایی معمولاً به a* تبدیل می‌شود، اما در هجاهای باز اگر پس از آن یک همخوان و یک واکه دیگر بیاید به ā* تبدیل میشود.